# Mobilna strefa Filipin

Płyta filipińska zaznaczona kolorem czerwonym

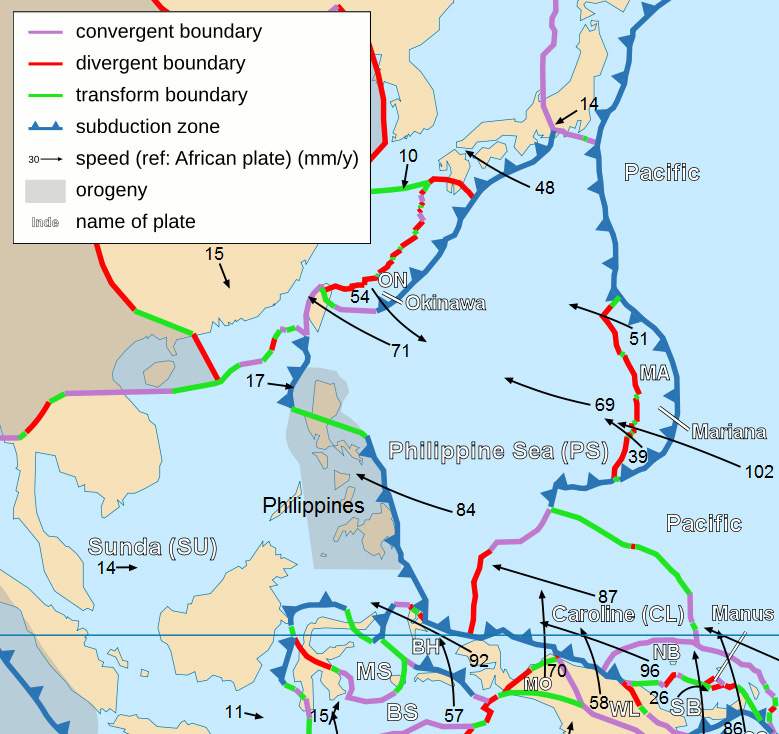
Mobilna strefa Filipin (szara) na zachód od płyty filipińskiej

Mobilna strefa Filipin (ang. Philippine Mobile Belt) - obszar położony w zachodniej części Oceanu Spokojnego, uznawany za część większej płyty filipińskiej. Jest to strefa orogeniczna o skomplikowanej budowie geologicznej, różnie interpretowanej przez poszczególnych autorów.
Mobilna strefa Filipin od północy i wschodu graniczy z płytą filipińską, a od południa i zachodu z płytą sundajską.